# Francisco António Gonçalves Cardoso
Francisco António Gonçalves Cardoso (Aljubarrota, febbraio 1800 – 24 febbraio 1875) è stato un ammiraglio e politico portoghese, membro del Consiglio di Sua Maesta la Regina, Deputato al Parlamento tra il 1848-1851, il 1871-1874 e il 1875, Commendatore dell'Ordine militare di San Benedetto d'Avis e Cavaliere dell’Ordine della Torre e Espada do Valor, Lealdade, e Mérit, fu Governatore del possedimento di Macao (3 febbraio-19 novembre 1851) e della provincia di Angola (1866-1869).

## Biografia
Nacque ad Aljubarrota nel febbraio 1800, figlio del capitano Francisco António, e fu battezzato nella locale chiesa di Saõ Vicente il 9 dello stesso mese. Arruolatosi nella Armada Real completò il corso nel 1821, e all’età di ventitré anni, durante la guerra d’indipendenza brasiliana, al comando di una cannoniera prese parte al blocco navale del Recôncavo baiano, nella provincia di Bahia. Tra il settembre 1827 e il luglio 1832 prestò servizio nella neocostituita marina brasiliana. Partecipò alla guerra civile dalla parte dei liberali di re Pedro IV venendo ferito due volte nel corso delle operazioni belliche. Promosso Primeiro tenente nel 1844 e poi Capitão de mar e guerra, nel corso del 1849 gli fu diagnosticata una epatite cronica, che non gli impedì di assumere l’incarico di Governatore della colonia di Macao, Timor e Solor nel corso del 1850. Partito dal Portogallo arrivò ad Hong Kong da dove proseguì per Macao il 26 gennaio 1851, arrivandovi il 3 febbraio successivo. Appena arrivato diede ordine di completare il forte di Mong Ha e di costruirne uno nuovo a Praia de Cacilhas, nel quadro del potenziamento delle difese della colonia. Ricoprì l’incarico fino al 19 novembre dello stesso anno, quando ripartì per Hong Kong, dove giunse il 24 successivo, a bordo della corvetta Dom João I proseguendo quindi per la Madrepatria.
La sua carriera proseguì brillantemente, membro del Consiglio della Corona, Ispettore generale degli arsenali della marina, nel 1866 fu nominato Governatore generale dell’Angola, ricoprendo tale incarico fino al 1869 quando fu sostituito da José Rodrigues Coelho do Amaral. Nel 1870 fu nominato Comandante del corpo della fanteria di marina, e l’anno successivo venne promosso al rango di Contralmirante e divenne Aiutante di campo di Sua Maesta Re Luigi I. Si spense il 24 febbraio 1875.

### Annotazioni
1. ↑  La malattia gli fu diagnosticata dal dottor João Pereira Crespo, laureato in medicina presso l’Università di Coimbra, medico comunale di Alcobaça e Deputato alle Cortes Gerais.
2. ↑  Dove soggiornò in casa del signor Eduardo Pereira.
3. ↑  Con diritto a fregiarsi del titolo di Consigliere.
4. ↑  Nel 1888 il deputato per Alcobaça, Dr. António Lúcio Tavares Crespo, presentò una petizione che chiedeva che alla vedova fosse liquidata la pensione che il Parlamento aveva approvato ma che il Ministero della Marina non elargiva.

### Fonti
1. ↑  Sá Nogueira Pinto de Balsemão 1871, p. 1.
2. 1 2 3 4 5 6 7 8  (PT) Ataíja de Cima: O Almirante Cardoso, su ataijadecima.blogspot.com. URL consultato il 17 gennaio 2017.
3. ↑  Annaes maritimos e coloniaes, Quarta Serie 1844, p. 3.
4. ↑  Garrett 2010, p. 75.
5. ↑  Garrett 2010, p. 76.
6. ↑  Francisco Esteves, A Dimensão Marítima e Piscatória do Porto da Ericeira no Século XIX,  XII Curso de Verão da Ericeira, ICEA – 17, 18 e 19 de Junho de 2011.